# Azucarella
Azucarella is een geslacht van hooiwagens uit de familie Sclerosomatidae.
De wetenschappelijke naam Azucarella is voor het eerst geldig gepubliceerd door Roewer in 1959. 

## Soorten
Azucarella is monotypisch en omvat slechts de volgende soort:
- Azucarella weyrauchi